# 小蹄盖蕨
小蹄盖蕨（学名：Athyrium minimum）为蹄盖蕨科蹄盖蕨属下的一个种。

## 扩展阅读
維基物種上的相關：小蹄盖蕨